# Бјуфорд (Џорџија)
Бјуфорд (енгл. Buford) град је у америчкој савезној држави Џорџија. По попису становништва из 2010. у њему је живело 12.225 становника.

## Демографија
Према попису становништва из 2010. у граду је живело 12.225 становника, што је 1.557 (14,6%) становника више него 2000. године.
| Група             | 2000.         | 2010.         |
| Белци             | 7.147 (67,0%) | 6.904 (56,5%) |
| Афроамериканци    | 1.422 (13,3%) | 1.684 (13,8%) |
| Азијати           | 87 (0,8%)     | 351 (2,9%)    |
| Хиспаноамериканци | 1.842 (17,3%) | 3.122 (25,5%) |
| Укупно            | 10.668        | 12.225        |